# Мариновка (Луганская область)
Мариновка (укр. Маринівка) — село, относится к Старобельскому району Луганской области Украины.
Население по переписи 2001 года составляло 146 человек. Почтовый индекс — 92713. Телефонный код — 6461. Занимает площадь 1,045 км². Код КОАТУУ — 4425182502.

## Местный совет
92714, Луганська обл., Старобільський р-н, с. Нижньопокровка, вул. Садова, 22  (укр.)